# Симеон (Цонев)
Епископ Симеон (в миру Димитрий Попантонов Цонев; 8 октября 1900, Ичме, Болгария — 24 мая 1971, София) — епископ Болгарской Православной Церкви, епископ Траянопольский.

## Биография
Родился 8 октября 1900 года в селе Ичме (ныне Стефан-Караджово), Болгария, пятым ребёнком и четвёртым сыном в семье местного священника Антона Цонева. По материнской линии связан с родом воеводой Стефана Караджей.
Первоначальное образование получил в родном селе. Осенью 1915 года поступил в Пловдивскую духовную семинарию, которую окончил в 1921 году. С лета того же года служил экономом в Баткунском монастыре, а с сентября 1921 года до 15 октября 1923 года — учителем-воспитателем в Черепишском священническом училище.
С конца 1923 года до 1927 года обучался в новооткрытом Богословском факультете Софийского университета святого Климента Охридского.
11 мая 1924 года, на втором семестре обучения, в семинарском храме святого Иоанна Рыльского принял монашеский постриг с именем Симеон от ректора семинарии епископа Величского Михаила. Находился под духовным старчеством профессора доктора архимандрита Евфимия (Сапунджиева). 24 июля того же года был рукоположён в сан иеродиакона епископом Величским Михаилом.
С осени 1927 года до лета 1929 года проходил богословскую специализацию в Старокатолическом богословском факультете Бернского университета, Швейцария, как стипендиат Министерства иностранных дел.
После возвращения в Болгарию снова учительствовал в Черепишском священническом училище до конца 1929—1930 учебного года.
С лета 1930 года до конца 1940 года служил четыре месяца епархиальным проповедником и десять лет протосингелом в Доростольской митрополии.
25 декабря 1931 года в Русенском кафедральном храме святой Троицы был рукоположён в сан иеромонаха митрополитом Доростольским Михаилом.
25 декабря 1933 года, по решению Священного Синода, был возведён в сан архимандрита.
С 16 января 1941 года до 31 января 1947 года был ректором Пастырско-богословского института в Черепишском монастыре.
С 1 февраля 1947 года по 15 апреля 1949 года — главный секретарь Священного Синода, после чего последовательно служил синодальным делегатом в Бачковском монастыре и начальником Отдела духовного надзора за ставропигиальными монастырями при Священном Синоде.
С 5 августа 1951 по 15 июля 1955 года — игумен Бачковского монастыря.
27 декабря 1953 года в Патриаршем кафедральном храме-памятнике святого Александра Невского был хиротонисан во епископа с титулом Траянопольского, став первым духовным лицом, рукоположенным во епископа после восстановления патриаршества в Болгарской Церкви 10 мая 1953 года.
С 15 июля 1955 года был главным редактором журнала «Духовна культура», и одновременно состоял епископом в расположении Священного Синода.
С 1 сентября 1960 года до мая 1961 года — викарий Доростольского митрополита.
С мая 1961 года до кончины — вновь епископ в расположении Священного Синода.
Скончался 24 мая 1971 года в Софии. Погребён на софийском Центральном кладбище.